# Mackinia birsteini
Mackinia birsteini är en kräftdjursart som beskrevs av Henry och Guy Magniez 1991. Mackinia birsteini ingår i släktet Mackinia och familjen Janiridae. Inga underarter finns listade i Catalogue of Life.